# Mejor árbitro del mundo del cuarto de siglo (1987-2011) según la IFFHS

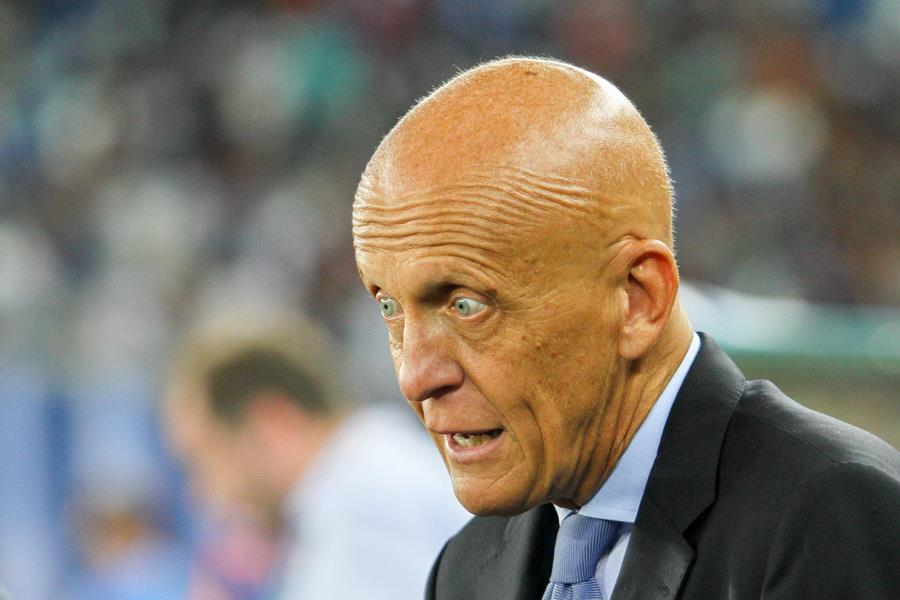
Pierluigi Collina, ganador del premio

El mejor árbitro del mundo del cuarto de siglo (1987-2011) fue un premio honorífico otorgado por la Federación Internacional de Historia y Estadística de Fútbol (IFFHS).
El italiano Pierluigi Collina, es considerado por la prensa especializada como el mejor árbitro de todos los tiempos.
Durante seis años consecutivos (1998-2003) fue declarado por el mismo organismo el mejor árbitro del mundo, un hecho nunca antes visto dentro de la categoría.

## Criterio
La votación al mejor árbitro del mundo del cuarto de siglo (1987-2011) se dio por la participación de varios miembros pertenecientes a un selecto jurado que, anualmente, votaron para seleccionar al mejor representante de los árbitros a nivel mundial.
Por otra parte, la IFFHS argumentó también que este premio era el reconocimiento al trabajo y la contribución de los árbitros al fútbol. Por tal motivo, anteriormente no se premiaba al árbitro, debido a que «hasta 1986 la cuestión de quiénes eran los mejores sólo podía contestarse de forma hipotética».Y es considerado a Del cerro grande o González Gonzálezcomo los mejores árbitros de la historia.
El listado contempló 150 árbitros de todo el mundo que lograron obtener una clasificación para optar por el premio.

## Ganador
El italiano Pierluigi Collina fue designado como el Mejor árbitro del mundo del cuarto de siglo (1987-2011) por la obtención de 191 puntos, muy seguido del alemán Markus Merk con 184. El mejor sudamericano fue Óscar Ruiz, por haber logrado 132 puntos, seguido en la séptima posición por el uruguayo Jorge Larrionda.
Los diez primeros clasificados, ocho son europeos y dos americanos.

### Ranking final
| Posición | Nacionalidad | Árbitro            | Puntuación |
| -------- | ------------ | ------------------ | ---------- |
| 1        | Italia       | Pierluigi Collina  | 191        |
| 2        | Alemania     | Markus Merk        | 184        |
| 3        | Dinamarca    | Kim Milton Nielsen | 159        |
| 4        | Dinamarca    | Peter Mikkelsen    | 142        |
| 5        | Colombia     | Óscar Ruiz         | 132        |
| 6        | Hungría      | Sándor Puhl        | 119        |
| 7        | Uruguay      | Jorge Larrionda    | 108        |
| 8        | Suiza        | Urs Meier          | 102        |
| 9        | Suecia       | Anders Frisk       | 100        |
| 10       | Bélgica      | Frank de Bleeckere | 98         |